# シリアの首相
シリアの首相（シリアのしゅしょう、アラビア語: رئيس وزراء سوريا）は、シリアにおける政府の長たる首相である。2025年3月29日に発足した第二次シリア暫定政府では廃止されている。

## 概要
総理大臣（首相）は、大統領により任命される。首相は、その他の大臣や新政府閣僚を推戴する。人民議会は、新政府が成立する前に新政府の法的大綱を承認する。首相の任期に憲法上の制約は無く、過去に複数の首相が非連続的に任期を果たした。
2024年12月にバアス党政権が崩壊し、代わって成立したシリア暫定政府は12月9日にムハンマド・アル＝バシールを首相に指名した。任期は当初2025年3月1日までとされていた。2025年3月14日に承認された暫定憲法では大統領制が採用され、首相職は廃止されることとなった。そのため3月29日に発足した第二次シリア暫定政府には首相が不在となった。